# Mill Valley (Kalifornija)
Mill Valley je grad u američkoj saveznoj državi Kalifornija. Prema popisu stanovništva iz 2010. u njemu je živjelo 13.903 stanovnika.